# Ebaeides albopicta
Ebaeides albopicta là một loài bọ cánh cứng trong họ Cerambycidae.